# Belém (Paraíba)

Lage des Ortes im Bundesstaat Paraíba

Belém, amtlich Município de Belém, ist eine Stadt im brasilianischen Bundesstaat Paraíba. Im Jahr 2006 lebten in Belém 17.315 Menschen auf 100 km².

## Lage
Belém liegt im Osten des Landes. Zur Grenze mit dem Bundesstaat Rio Grande do Norte im Norden bei Nova Cruz sind es 30 km. Die Atlantik-Küste liegt 65 km im Osten. Nach João Pessoa, der Hauptstadt des Bundesstaates im Südosten sind es 90 km und nach Guarabira im Süden 18 km, jeweils in Luftlinie  gemessen. 
4 Kilometer südlich verläuft die Straße PB-105 und 5 Kilometer östlich die PB-099.

## Geschichte
Als 1871 um die Kirche Unserer Lieben Frau von der Unbefleckten Empfängnis einige Häuser gebaut wurden, nannte man den Ort Gengibre (Ingwer), da in der Gegend Ingwer angebaut und gehandelt wurde. Zu Beginn des 20. Jahrhunderts kamen  Kapuzinermissionare ins inzwischen gewachsene Dorf, die ob der vielen Schlägereien unter den Bewohnern, mit einem milderen Ortsnamen das aggressive Verhalten der Bewohner zu verändern suchten. So entstand der Name Belém (=Bethlehem, = "Haus des Brotes").

## Visuelle Eindrücke

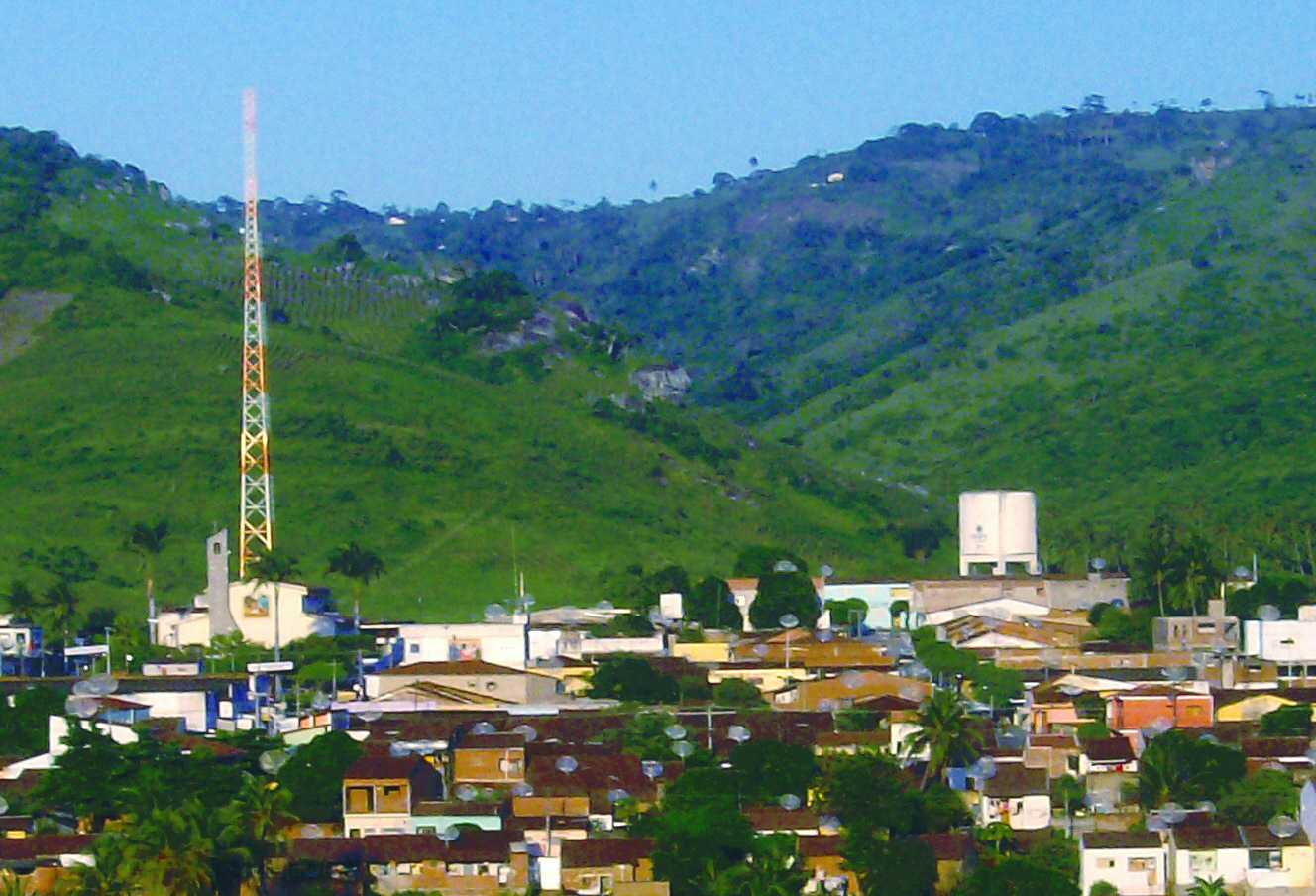
Sendemast in Belém
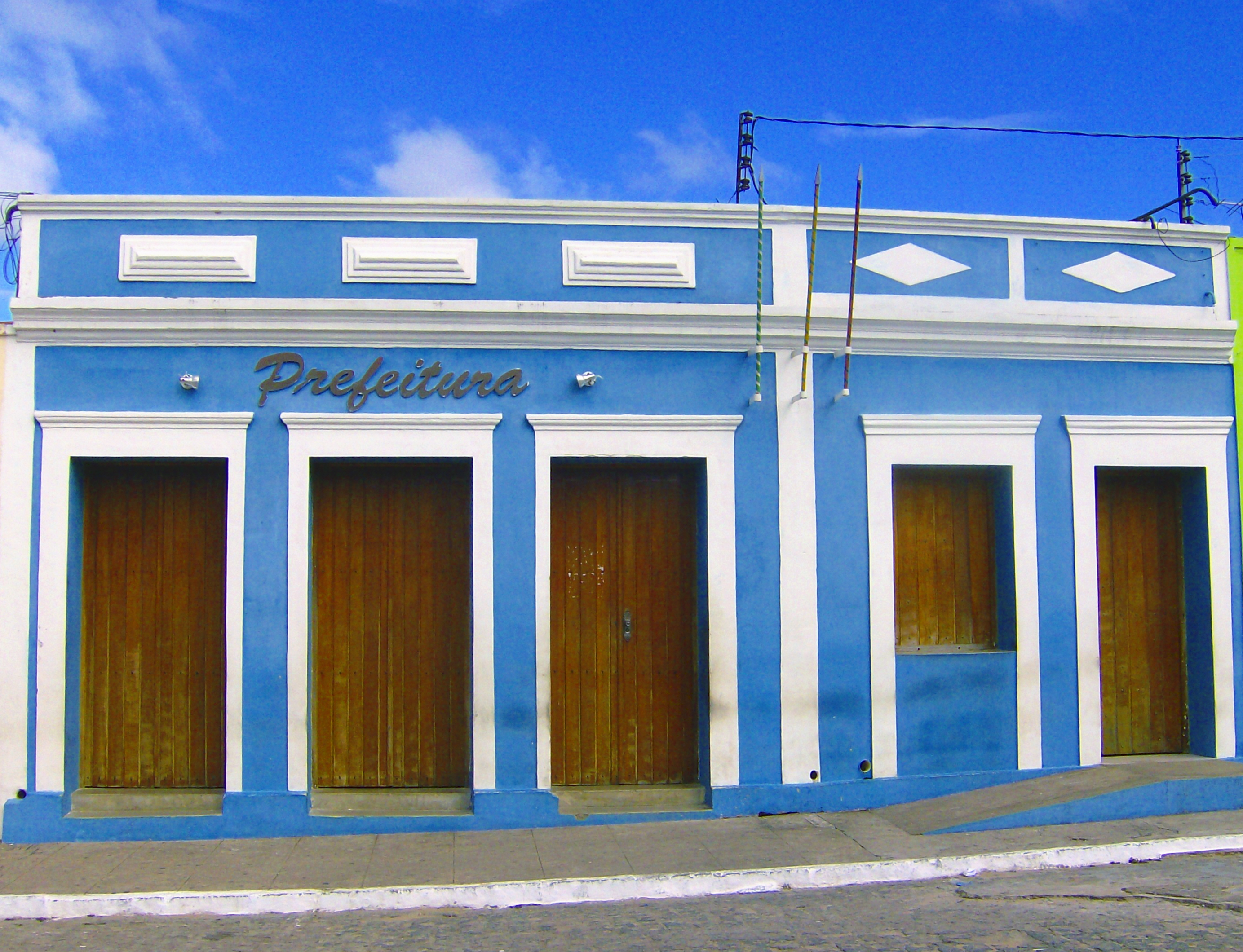
Stadtpräfektur
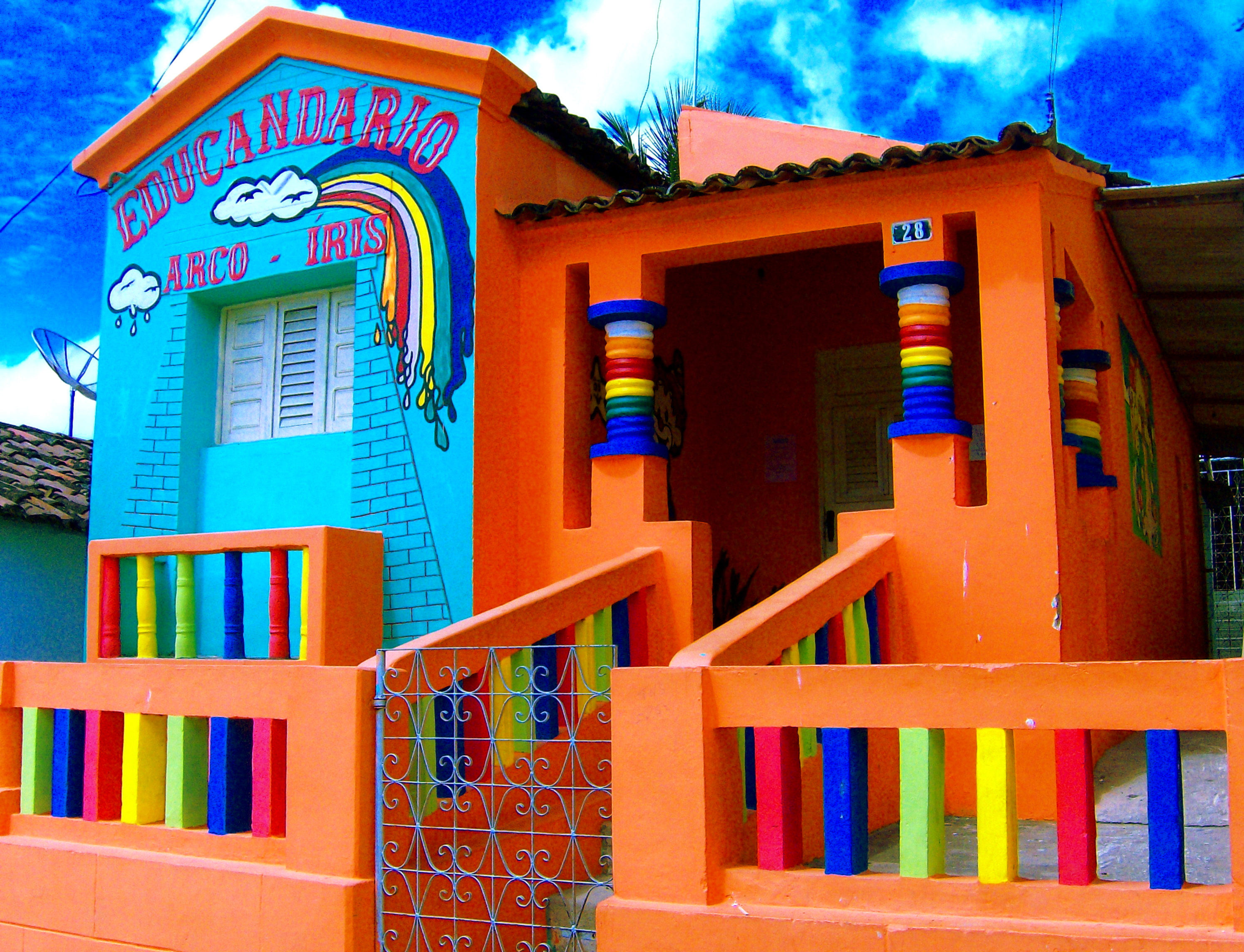
Schule
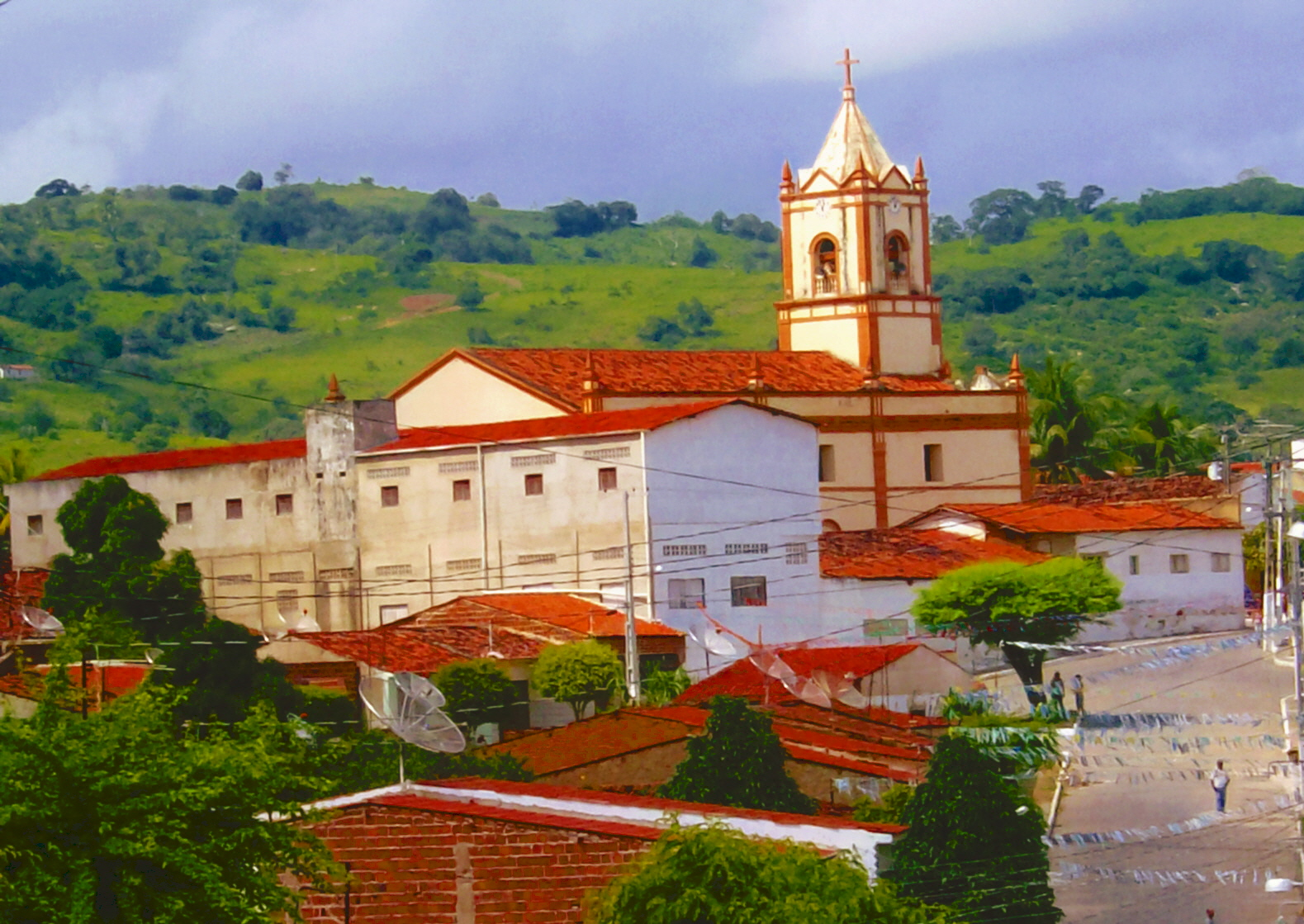
Kirche Unsere liebe Frau
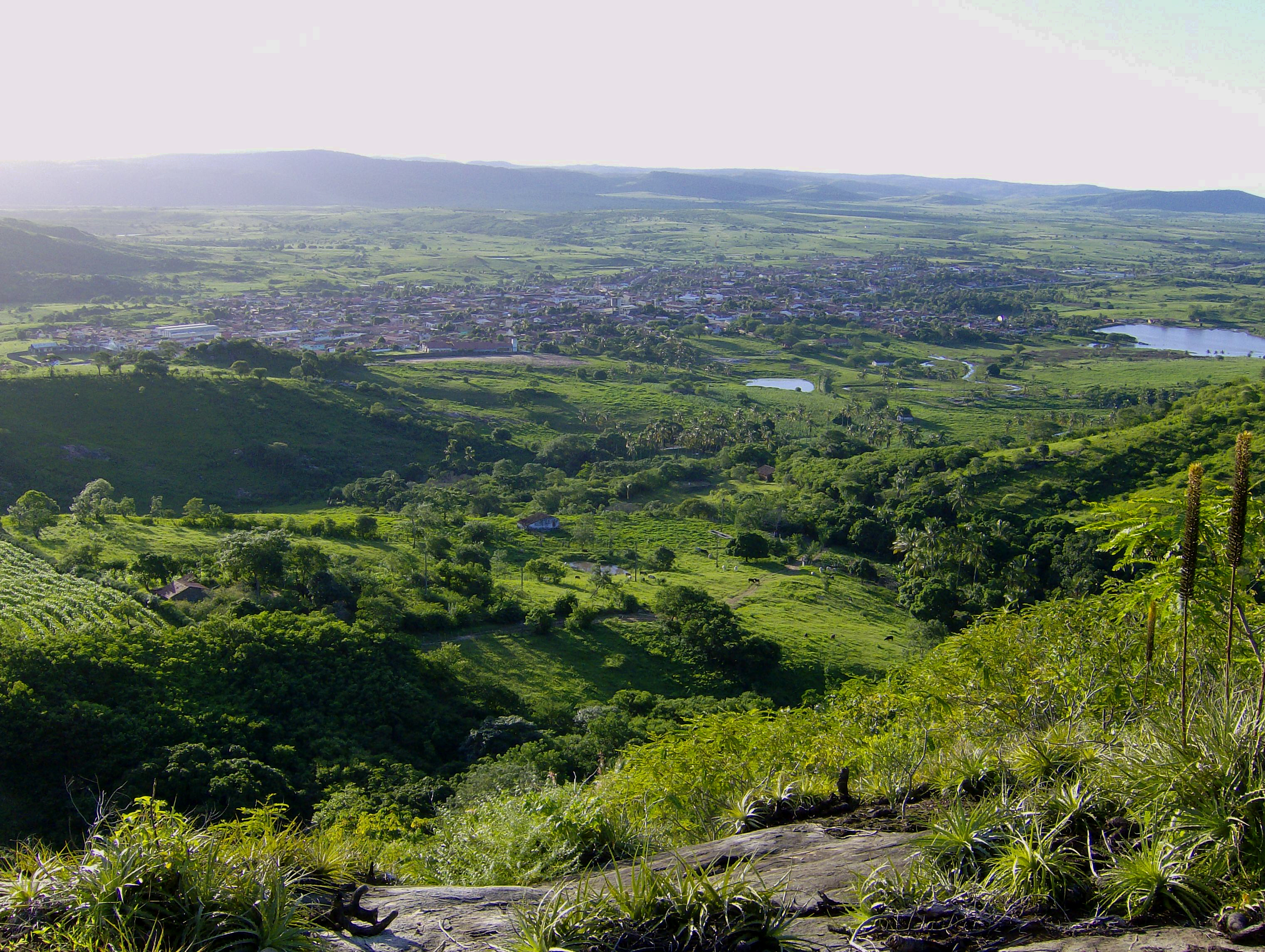
Belém